# Афонькіно (Красночикойський район)
Афо́нькино (рос. Афонькино) — село у складі Красночикойського району Забайкальського краю, Росія. Входить до складу Черемховського сільського поселення.
Стара назва — Афонькина.

## Населення
Населення — 251 особа (2010; 265 у 2002).
Національний склад (станом на 2002 рік):
- росіяни — 99 %